# カイオ・フェリペ・ゴンサウベス
カイオ・フェリペ・ゴンサウベス（ポルトガル語: Kaio Felipe Gonçalves、1987年7月6日 - ）は、ブラジル・パラナ州クリチバ出身の元サッカー選手。日系ブラジル人3世。現役時代のポジションはフォワード、ミッドフィールダー。
Jリーグ、Kリーグ時代の登録名はカイオ（ハングル: 카이오）。

## 来歴
祖父母のうち3人が日本人である日系ブラジル人3世として生まれる。
ブラジルのアトレチコ・パラナエンセなどを経て2008年にセレッソ大阪に入団。2008年9月15日のJ2リーグ第35節・FC岐阜戦においてハットトリックを達成。チームがリードしている状況での選手交代の際に、その場に座って動かず、スタッフに担架で運ばれるのが恒例となっており、運ばれている最中も座った状態のため、その様子はサポーターからカイオ神輿と呼ばれていた。ピッチの外まで運ばれるとすぐに立ち上がっていた。
活躍が認められて2009年1月にレンタル元のアトレチコ・パラナエンセの公式HPにおいてセレッソへのレンタル期間延長が発表された。2014年にブラジルで開催される2014 FIFAワールドカップへの出場を視野にいれて、日本国籍の取得を検討していると報道されている。
2009年5月9日の草津戦において、草津のDFに背後からチャージを受け負傷退場し、検査により左足首関節の靱帯損傷で全治3カ月と診断されたが 驚異的な回復力を見せ、7月12日の湘南戦にて2ヶ月ぶりに戦列に復帰した。
なお負傷後、草津サポーター有志から千羽鶴や回復を願うメッセージが届けられ、驚くとともに大変喜んだという。
2009年8月5日の草津戦においては、チームが苦戦する中で草津相手に「お礼弾」を決め、1-0での勝利に貢献。試合後には怪我の原因となる接触プレーをした草津のDFと笑顔で握手を交わし抱き合い、草津サポーターにも挨拶に行くという義理堅い一面も見せた。
当時は無名の後に日本代表の主力となる香川真司、乾貴士がいたこともあり、彼らが2シャドーでカイオが1トップという形で共存して活躍を見せた。2010年1月25日、期限付き移籍期間満了によりセレッソ大阪を退団、アトレチコ・パラナエンセへ復帰した。
2010年6月25日に横浜FCに期限付き移籍が発表された。同年12月10日、横浜FCへ完全移籍加入することが発表された。
2018年7月、京都サンガF.C.へ加入すると発表された。第33節では軌道のブレるロングシュートを決めて年間ベストゴール級と称され、第39節にもロングシュートで得点を決めた。
2019年1月9日、エミレーツ・クラブへ完全移籍すると発表された。
2023年6月10日、セレッソ大阪対ヴィッセル神戸にジェルマーノと共に招かれた。サポーターから当時のチャントと当時の横断幕で迎えられて、涙を流した。

## 所属クラブ
- 1993年 - 2000年  J・マルセーリ・フチボウ
- 2000年 - 2004年  パラナ・クルーベ
- 2005年 - 2010年  アトレチコ・パラナエンセ
  - 2007年  グアナバラEC（英語版）（期限付き移籍）
  - 2008年7月 - 2009年  セレッソ大阪（期限付き移籍）
  - 2010年6月 - 2010年12月  横浜FC（期限付き移籍）
- 2011年 - 2013年6月  横浜FC
- 2013年6月 - 2014年12月  アル・ワスルFC
  - 2014年  全北現代モータース（期限付き移籍）
- 2015年  水原三星ブルーウィングス
- 2016年 - 2017年  ブリーラム・ユナイテッドFC
- 2017年 - 2018年7月  雲南麗江（英語版）
- 2018年7月 - 12月  京都サンガF.C.
- 2019年 - 2020年  エミレーツ・クラブ
- 2021年  オエステFC
- 2022年  パラナ・クルーベ

## 個人成績
| 国内大会個人成績 | 国内大会個人成績 | 国内大会個人成績 | 国内大会個人成績 | 国内大会個人成績 | 国内大会個人成績 | 国内大会個人成績 | 国内大会個人成績 | 国内大会個人成績 | 国内大会個人成績 | 国内大会個人成績 | 国内大会個人成績 |
| 年度             | クラブ           | 背番号           | リーグ           | リーグ戦         | リーグ戦         | リーグ杯         | リーグ杯         | オープン杯       | オープン杯       | 期間通算         | 期間通算         |
| 年度             | クラブ           | 背番号           | リーグ           | 出場             | 得点             | 出場             | 得点             | 出場             | 得点             | 出場             | 得点             |
| 日本             | 日本             | 日本             | 日本             | リーグ戦         | リーグ戦         | リーグ杯         | リーグ杯         | 天皇杯           | 天皇杯           | 期間通算         | 期間通算         |
| ---------------- | ---------------- | ---------------- | ---------------- | ---------------- | ---------------- | ---------------- | ---------------- | ---------------- | ---------------- | ---------------- | ---------------- |
| 2008             | C大阪            | 33               | J2               | 16               | 8                | -                | -                | 2                | 0                | 18               | 8                |
| 2009             | C大阪            | 9                | J2               | 37               | 10               | -                | -                | 1                | 0                | 38               | 10               |
| ブラジル         | ブラジル         | ブラジル         | ブラジル         | リーグ戦         | リーグ戦         | ブラジル杯       | ブラジル杯       | オープン杯       | オープン杯       | 期間通算         | 期間通算         |
| 2010             | アトレチコPR     |                  | セリエA          |                  |                  |                  |                  |                  |                  |                  |                  |
| 日本             | 日本             | 日本             | 日本             | リーグ戦         | リーグ戦         | リーグ杯         | リーグ杯         | 天皇杯           | 天皇杯           | 期間通算         | 期間通算         |
| 2010             | 横浜FC           | 10               | J2               | 17               | 6                | -                | -                | 2                | 1                | 19               | 7                |
| 2011             | 横浜FC           | 10               | J2               | 29               | 9                | -                | -                | 1                | 0                | 30               | 9                |
| 2012             | 横浜FC           | 10               | J2               | 25               | 10               | -                | -                | 2                | 1                | 27               | 11               |
| 2013             | 横浜FC           | 10               | J2               | 0                | 0                | -                | -                | -                | -                | 0                | 0                |
| UAE              | UAE              | UAE              | UAE              | リーグ戦         | リーグ戦         | リーグ杯         | リーグ杯         | オープン杯       | オープン杯       | 期間通算         | 期間通算         |
| 2013             | アル・ワスル     | 10               | ガルフ           |                  |                  |                  |                  |                  |                  |                  |                  |
| 韓国             | 韓国             | 韓国             | 韓国             | リーグ戦         | リーグ戦         | リーグ杯         | リーグ杯         | FA杯             | FA杯             | 期間通算         | 期間通算         |
| 2014             | 全北現代         |                  | K1               |                  |                  |                  |                  |                  |                  |                  |                  |
| 2015             | 水原三星         |                  | K1               |                  |                  |                  |                  |                  |                  |                  |                  |
| タイ             | タイ             | タイ             | タイ             | リーグ戦         | リーグ戦         | リーグ杯         | リーグ杯         | FA杯             | FA杯             | 期間通算         | 期間通算         |
| 2016             | ブリーラム       |                  |                  |                  |                  |                  |                  |                  |                  |                  |                  |
| 2017             | ブリーラム       |                  |                  |                  |                  |                  |                  |                  |                  |                  |                  |
| 日本             | 日本             | 日本             | 日本             | リーグ戦         | リーグ戦         | リーグ杯         | リーグ杯         | 天皇杯           | 天皇杯           | 期間通算         | 期間通算         |
| 2018             | 京都             | 20               | J2               | 15               | 4                | -                | -                | -                | -                | 15               | 4                |
| UAE              | UAE              | UAE              | UAE              | リーグ戦         | リーグ戦         | リーグ杯         | リーグ杯         | オープン杯       | オープン杯       | 期間通算         | 期間通算         |
| 2019             | エミレーツ       |                  | ガルフ           |                  |                  |                  |                  |                  |                  |                  |                  |
| 通算             | 日本             | 日本             | J2               | 139              | 47               | -                | -                | 8                | 2                | 147              | 45               |
| 通算             | ブラジル         | ブラジル         | セリエA          |                  |                  |                  |                  |                  |                  |                  |                  |
| 通算             | UAE              | UAE              | ガルフ           |                  |                  |                  |                  |                  |                  |                  |                  |
| 総通算           | 総通算           | 総通算           | 総通算           | 139              | 47               | 0                | 0                | 8                | 2                | 147              | 49               |

その他の公式戦
- 2012年
  - J1昇格プレーオフ 1試合0得点
- Jリーグ初出場 - 2008年7月19日 J2第27節 サンフレッチェ広島F.C戦（長居ス）
- Jリーグ初得点 - 2008年9月15日 J2第35節 FC岐阜戦（長良川）

## 参照
1. ↑  “카이오”. K League. 2023年12月5日閲覧。
2. ↑  “カイオ”. J.League. 2023年12月5日閲覧。
3. ↑  セレッソ大阪FWカイオが日本国籍取得へ - nikkansports.com（日刊スポーツ2009年2月16日）
4. ↑  セレッソ大阪カイオ左足首靱帯損傷、ニッカンスポーツ、2009年5月11日
5. ↑  カイオからの伝言、セレッソ大阪広報担当ブログ、2009年8月4日
6. ↑  FWカイオ選手アトレチコ・パラナエンセ（ブラジル）より完全移籍加入のお知らせ 横浜FCオフィシャルサイト・ニュース2010年12月10日
7. ↑  『カイオ選手 加入のお知らせ』（プレスリリース）京都サンガF.C.、2018年7月27日。2018年7月31日閲覧。
8. ↑  『カイオ選手 エミレーツ・クラブへ完全移籍のお知らせ』（プレスリリース）京都サンガF.C.、2019年1月9日。2019年1月9日閲覧。
9. ↑  “第17節”. 2023年6月11日閲覧。